# 北角地盤升降機墜下事故

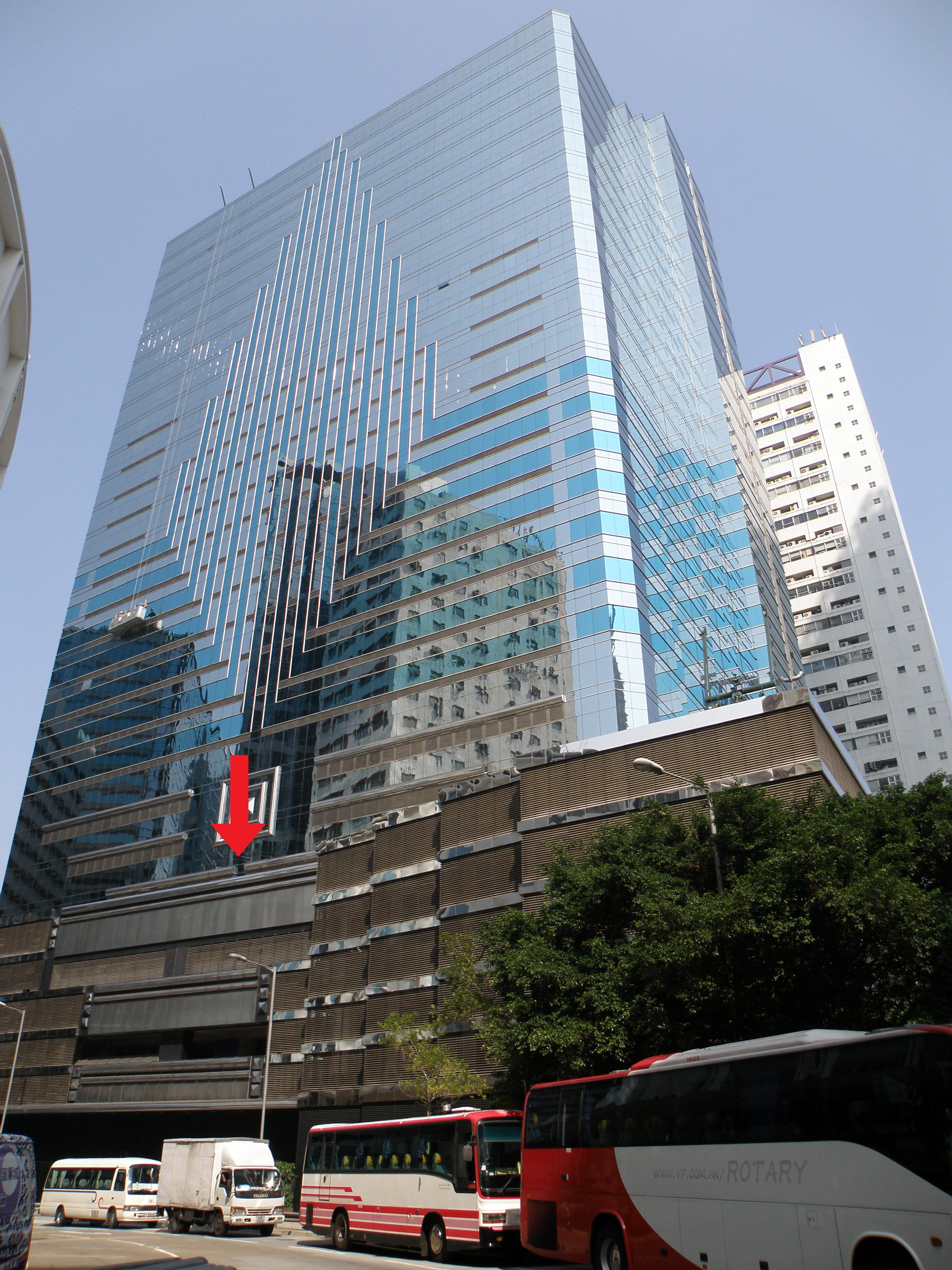
紅箭咀為升降機墜毀位置

北角地盤升降機墜下事故發生於香港北角渣華道363號，共釀成12人死亡，為香港史上第二多人死亡的建造業事故。

## 事發經過
1993年6月2日下午，中華煤氣公司位於北角渣華道的新行政大樓地盤仍在建築中。地盤內一部臨時升降機（俗稱「籠𨋢」），在上升至20樓時突然墜下至平台，由於撞擊力巨大，整部升降機箱完全毀爛，升降機內的12名工人被困，由消防員救出送院後全部傷重不治。

## 事件起因
由於事發時正值下午午膳時間後，因此地盤同一時間內有大量工人返回地盤繼續工作，當中有部分需乘搭肇事升降機到不同樓層工作。而地盤負責人卻沒有替肇事升降機作定期檢查，故事發前升降機其中一個齒輪嚴重磨蝕及變形也未能察覺，再加上肇事升降機當時的負載，遠遠超過其設計之上限，在超載再加上機件磨損的情況下，升降機便失事下墜。

## 影響
12名死者中，包括一名只有16歲，擔任暑期工的青年。事後香港政府立例規定，禁止所有未滿18歲而未經相關訓練或是註冊學徒的人士進入地盤工作；而所有在地盤工作的人士，均必須強制修讀基本安全訓練課程及持有有效許可證（俗稱「平安咭」）方能進入地盤。
負責肇事地盤的承建商-青木建設事後被判誤殺罪名成立，罰款港幣300萬元。由於在1990年代連串的負面事件，最後導致該公司於2001年進入破產保護，隨後被日本其他建築業者收購，並且退出海外市場。

## 轶事
此事件亦成為1994年香港高級程度會考中國語文及文化科試卷一實用文寫作（評論）的題材。

## 外部連結
- 《六點半新聞報道》（暫時證實7死5傷）（页面存档备份，存于），無綫電視新聞及資訊部，1993年6月2日 18:30（粵語）
- 《九點鐘新聞》（增至10死2傷）（页面存档备份，存于），亞洲電視新聞部，1993年6月2日 21:00（粵語）
- 《晚間新聞》（12人全部傷重死亡）（页面存档备份，存于），無綫電視新聞及資訊部，1993年6月2日 23:45（粵語）
- 《當年今日》（页面存档备份，存于），亞洲電視新聞部，2012年6月2日（繁體中文）
- 當年今日：北角籠𨋢下墮(1993年)
- 何時才能從血的教訓中醒覺？—「工業安全」動議辯論